# Bijeljina
Bijeljina (en serbe cyrillique : Бијељина) est une ville de Bosnie-Herzégovine située au nord-est de la république serbe de Bosnie. Selon les premiers résultats du recensement bosnien de 2013, la ville intra muros compte 45 291 habitants et sa zone métropolitaine, appelée ville de Bijeljina (Град Бијељина), 114 663.

## Géographie
Bijeljina se situe dans la région Semberija, entre la Save, la Drina et les monts Majevica (916 m).

## Climat
Le climat de Bijeljina et de sa région est de type continental tempéré chaud, avec une température moyenne annuelle de 11,6 °C ; juillet est le mois le plus chaud de l'année, avec une moyenne de 21,2 °C. Le mois le plus froid est janvier avec une moyenne de 0,8 °C. La moyenne des précipitations annuelles est de 757 mm/m2, avec les précipitations mensuelles les plus faibles en mars et les plus élevées en juin.
| Mois                                 | Janv | Fév  | Mars | Avr  | Mai  | Juin | Juil | Août | Sept | Oct  | Nov  | Déc  | Année |
| ------------------------------------ | ---- | ---- | ---- | ---- | ---- | ---- | ---- | ---- | ---- | ---- | ---- | ---- | ----- |
| Températures maximales moyennes (°C) | 4,1  | 6,4  | 12,3 | 17,3 | 22,1 | 25,2 | 27,7 | 28,0 | 24,4 | 18,1 | 10,2 | 5,7  |       |
| Températures moyennes (°C)           | 0,8  | 2,4  | 7,1  | 11,6 | 16,2 | 19,4 | 21,2 | 21,2 | 17,8 | 12,4 | 6,3  | 2,5  | 11,6  |
| Températures minimales moyennes (°C) | -2,5 | -1,6 | 1,9  | 5,9  | 10,4 | 13,6 | 14,8 | 14,5 | 11,2 | 6,8  | 2,4  | -0,7 |       |
| Précipitations moyennes (mm)         | 52   | 52   | 46   | 61   | 76   | 90   | 73   | 61   | 56   | 54   | 68   | 68   | 757   |

## Histoire

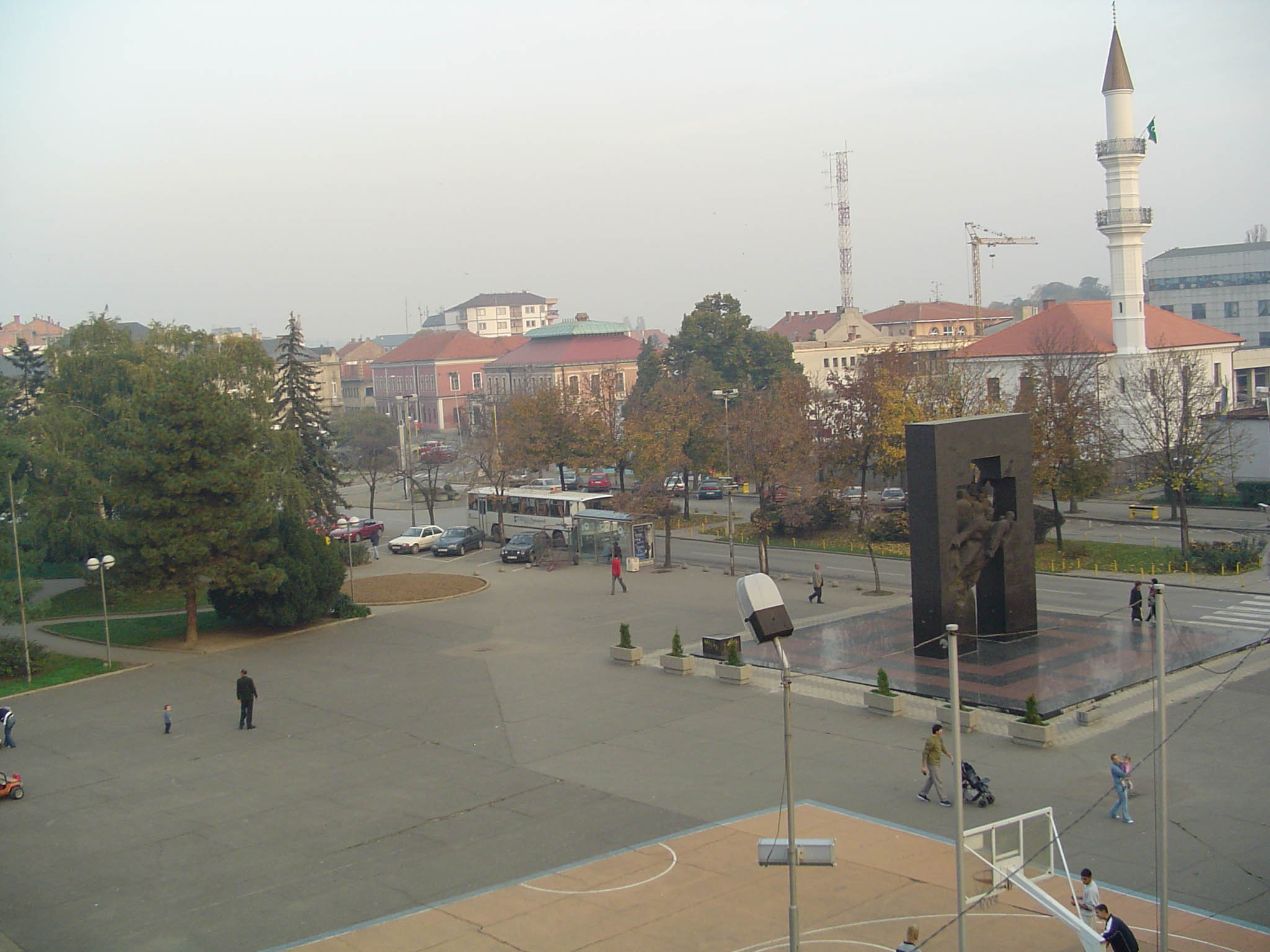
La mosquée Atik au centre de Bijeljina

Le nom de Bijeljina est mentionné pour la première fois en 1446. En 1530, les Ottomans détruisirent l'église de Bijeljina et la remplacèrent par une mosquée. Pendant la période austro-hongroise, le nom de la ville fut Bjelina et, encore avant, Belina ou Bilina.
En 1838, la première école élémentaire confessionnelle ouvrit ses portes. Jovan Dučić, un célèbre écrivain et diplomate serbe, y travailla entre 1893 et 1895. Aujourd'hui, une rue du centre-ville porte son nom.

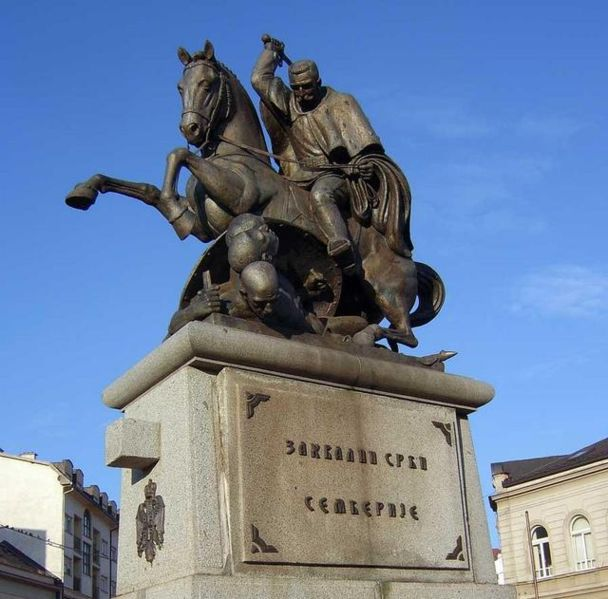
Monument à Pierre Ier de Serbie

Devant l'hôtel de ville se dresse une statue érigée en l'honneur du roi Pierre Ier de Serbie, qui régna sur le royaume de Serbie de 1903 à 1918. Pendant la Seconde Guerre mondiale, les Oustachis la retirèrent et, après la guerre, les nouvelles autorités communistes de la république fédérale socialiste de Yougoslavie refusèrent de la réinstaller. La statue ne retrouva sa place qu'au début des années 1990, après l'arrivée au pouvoir des premières autorités locales non communistes.

### Monastère de Tavna

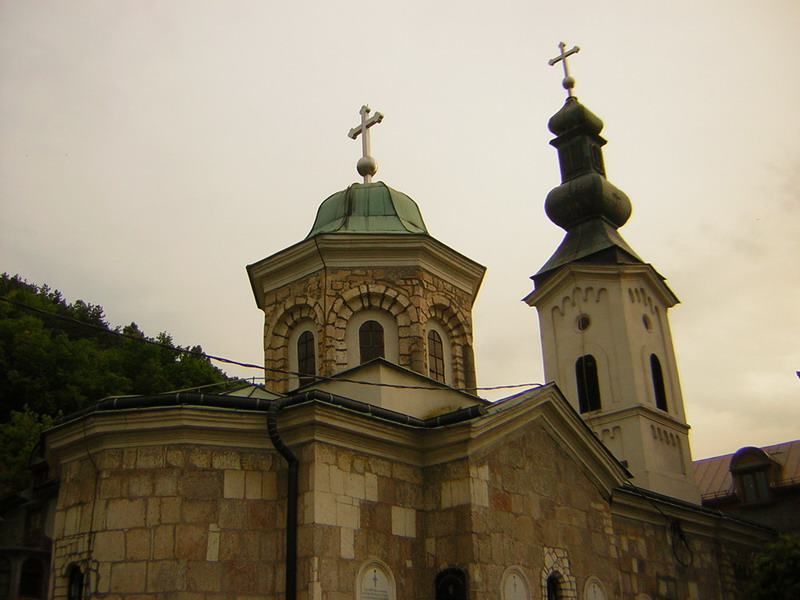
Le monastère de Tavna

Le monastère de Tavna est situé au sud de la municipalité de Bijeljina. La date de sa fondation reste inconnue mais les chroniques du monastère de Tronoša et du patriarcat de Peć affirment qu'il fut construit par Vladislav et Urisic, les fils du roi de Stefan Dragutin, qui fut roi de Serbie de 1276 à 1282 et roi de Syrmie de 1282 à 1316. Le monastère de Tavna est ainsi le plus ancien monastère de la région. Il fut endommagé au moment de la conquête ottomane puis restauré par la population. Entre 1941 et 1945, Tavna fut bombardé par les Oustachis et reconstruit après la Seconde Guerre mondiale.

### Guerre de Bosnie-Herzégovine
En 1991-1992, Bijeljina fut le centre d'une région serbe autonome, la SAO Semberija i Majevica.

## Localités

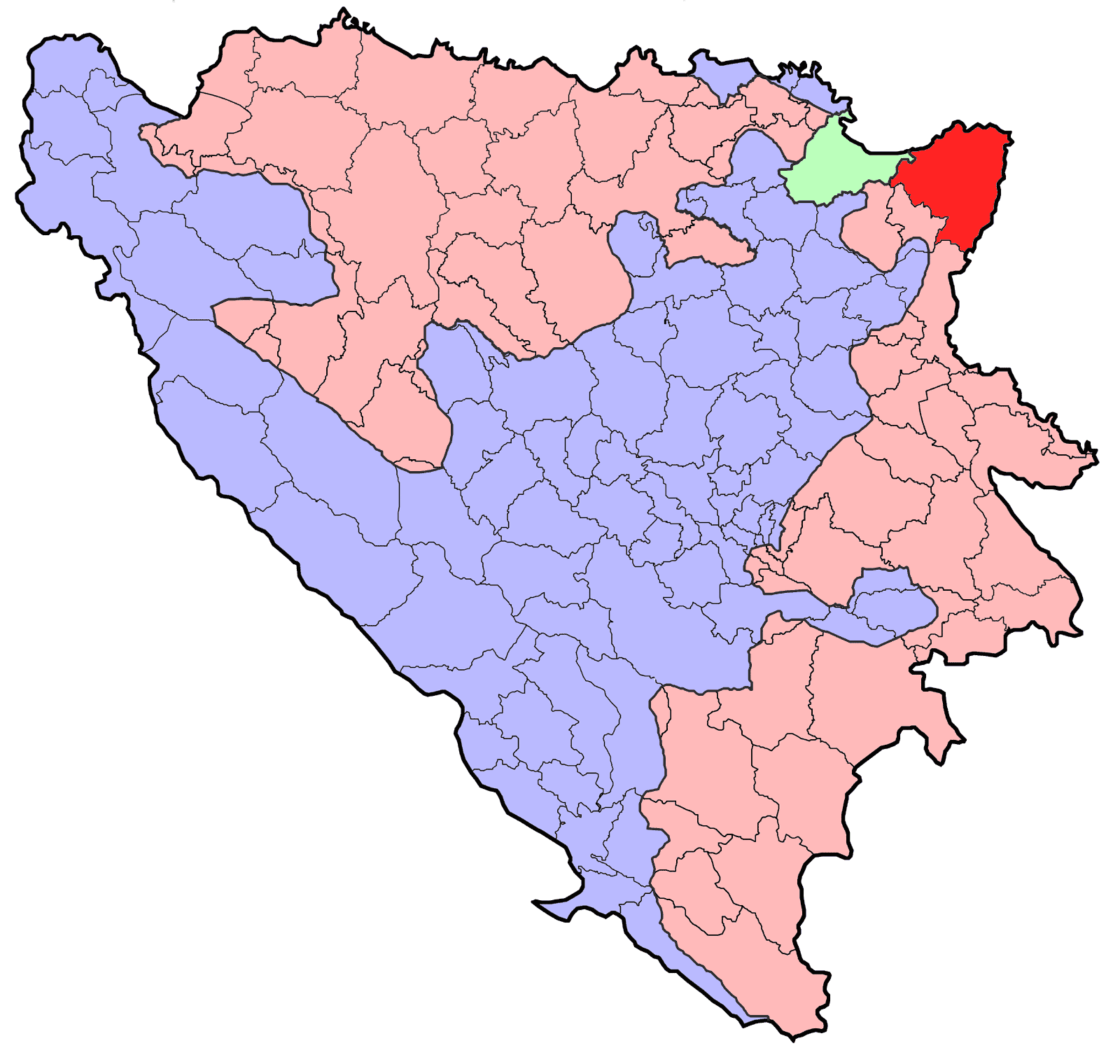
Localisation de la Ville de Bijeljina en Bosnie-Herzégovine

Le territoire de la Ville de Bijeljina compte 67 localités :
| - Amajlije - Balatun - Banjica - Batar - Batković - Bijeljina - Bjeloševac - Brijesnica - Brodac Donji - Brodac Gornji - Bukovica Donja - Bukovica Gornja - Crnjelovo Donje - Crnjelovo Gornje - Čađavica Donja - Čađavica Gornja - Čađavica Srednja | - Čardačine - Čengić - Ćipirovine - Dazdarevo - Dijelovi - Donji Zagoni - Dragaljevac Donji - Dragaljevac Gornji - Dragaljevac Srednji - Dvorovi - Glavičice - Glavičorak - Glogovac - Gojsovac - Golo Brdo - Gradac-Stupanj - Hase | - Janja - Johovac - Kacevac - Kojčinovac - Kovačići - Kovanluk - Kriva Bara - Ljeljenča - Ljeskovac - Magnojević Donji - Magnojević Gornji - Magnojević Srednji - Mala Obarska - Međaši - Modran - Novi - Novo Naselje | - Novo Selo - Obrijež - Ostojićevo - Patkovača - Piperci - Popovi - Pučile - Ruhotina - Slobomir - Suho Polje - Triješnica - Trnjaci - Velika Obarska - Velino Selo - Vršani - Zagoni |

## Démographie

### Bijeljinaintra muros

#### Évolution historique de la population dans la villeintra muros
| 1948   | 1953   | 1961   | 1971   | 1981   | 1991   | 2013   |
| ------ | ------ | ------ | ------ | ------ | ------ | ------ |
| 12 660 | 14 303 | 17 340 | 24 761 | 31 124 | 36 414 | 45 291 |

|  |

### Villede Bijeljina

#### Évolution historique de la population dans laVille
| 1961   | 1971   | 1981   | 1991   | 2013    |
| ------ | ------ | ------ | ------ | ------- |
| 78 890 | 86 826 | 92 808 | 96 988 | 114 663 |

#### Répartition de la population par nationalités dans laVille(1991)
En 1991, sur un total de 96 988 habitants, la population se répartissait de la manière suivante :

## Politique
À la suite des élections locales de 2012, les 31 sièges de l'assemblée municipale se répartissaient de la manière suivante :
| Parti                                               | Sièges |
| --------------------------------------------------- | ------ |
| Parti démocratique serbe (SDS)                      | 8      |
| Alliance des sociaux-démocrates indépendants (SNSD) | 7      |
| Parti du progrès démocratique (PDP)                 | 5      |
| Alliance démocratique nationale (DNS)               | 5      |
| Parti radical serbe (SRS)                           | 2      |
| Parti socialiste (SP)                               | 2      |
| Parti démocratique (DP)                             | 1      |
| Parti d'action démocratique (SDA)                   | 1      |

Mićo Mićić, membre du Parti démocratique serbe (SDS), a été élu maire de la Ville.

## Culture
Bijeljina est le siège de la radio populaire locale Bobar Radio.

## Sport
Le père du célèbre joueur de football Zlatan Ibrahimović, Šefik Ibrahimović, est né dans la ville de Bijeljina.

## Personnalités
- Admir Smajić, footballeur
- Ana Mirjana Račanović, ancienne Miss Bosnie-Herzegovine
- Branimir Bajić, footballeur
- Bego Ćatić, footballeur
- Cvijetin Mijatović, président de la présidence collective de l'ex-Yougoslavie, héros national yougoslave
- Elez Dervišević, soldat de l'armée austro-hongroise et l'un des plus jeunes soldats de la Première Guerre mondiale
- Filip Višnjić, poète épique
- Frenkie, rappeur
- Mirza Begić, joueur de basketball
- Faruk Hujdurović, footballeur
- Luka Jović, footballeur international serbe
- Faruk Buljubašić chanteur
- Nevenka Tadić, neuropsychiatre, mère de l'ancien président de la république de Serbie Boris Tadić
- Nihad Hrustanbegovic, compositeur, accordéoniste et pianiste
- Rodoljub Čolaković, homme politique et écrivain
- Srđan Vuletić, réalisateur
- Savo Milošević, footballeur internationale serbe et meilleur buteur de son histoire
- Sead Mehić, footballeur
- Slobodan Pejić, sculpteur et peintre
- Enid Tahirović, handballeur
- Ottó Hátszeghy, escrimeur hongrois
- Rodoljub Roki Vulović, chanteur serbe.
- Sefik Ibrahimovic, père de Zlatan Ibrahimovic
- Dejan Joveljić Footballeur Serbe
- Ljiljana Rikić, philanthrope
- Mihailo Ristić, footballeur Serbe
- Luka Jović, footballeur Serbe

## Coopération internationale
La ville de Bijeljina est jumelée avec les villes suivantes :
- Koumanovo (Macédoine) depuis 2006
- Langenhagen (Allemagne) depuis 2007
- Kruševac (Serbie) depuis 2008
- Roussé (Bulgarie) depuis 2009